# Filialkirche Poitschach

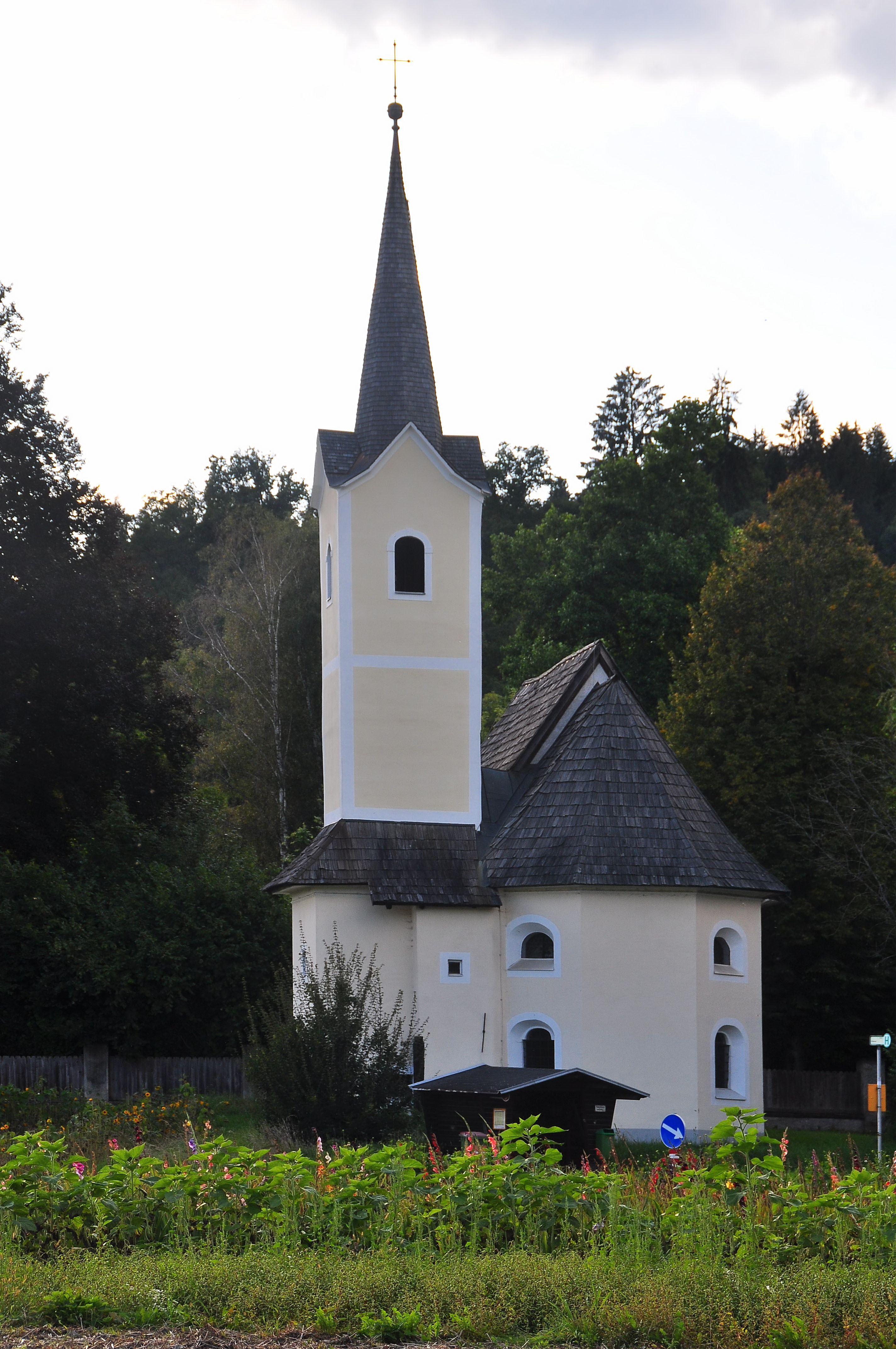

Die römisch-katholische Filialkirche Poitschach in der Gemeinde Feldkirchen war lange Zeit Eigenkirche der Herrschaft Poitschach. Die Kirche wurde 1713 den Vierzehn Nothelfern geweiht. Erst seit 1952 ist sie eine Filiale der Pfarre St. Ulrich.

## Baubeschreibung
Die Kirche ist eine barocke Saalkirche mit eingezogenem, polygonalem Chor. Der Turm über dem südlichen Sakristeianbau besitzt rundbogige Schallfenster und wird von einem schlanken Pyramidenspitz bekrönt. Den Chor und das Langhaus gliedern rundbogige Fenster und darüber befindliche kleine Öffnungen mit gedrückten Bogen. Der Westeingang unter einem hölzernen Vordach besitzt eine eisenbeschlagene Tür, die mit weißen Akanthusranken auf rotem Grund verziert ist.
Ein Gurtband teilt das Kreuzgratgewölbe im Langhaus in zwei Joche. Pilaster tragen ein stark profiliertes und verkröpftes Gebälk, das im Chor durch Triglyphen und Guttae bereichert wird. Über dem Gebälk befinden sich die kleinen, rundbogigen Oberlichtfenster. Über dem einjochigen Chor mit Dreiachtelschluss erhebt sich ein Stichkappengewölbe, wie auch in der quadratischen Sakristei.

## Einrichtung
Die Ausstattung stammt zum größten Teil aus der Entstehungszeit der Kirche (erstes Viertel des 18. Jahrhunderts).
Mittelpunkt des Hochaltars ist ein von lappigen Ranken eingefasstes Reliefmedaillon mit der Muttergottes und Josef sowie den halbfigurigen Büsten der vierzehn Nothelfer. Seitlich stehen die Figuren der Heiligen Joachim und Anna, im Altaraufsatz die Gottvaters. Über dem Tabernakel ist eine Kreuzigungsgruppe aus der Mitte des 18. Jahrhunderts angebracht. Am Altar stehen sechs Leuchter aus der ersten Hälfte des 18. Jahrhunderts.
Der linke Seitenaltar ist ein barocker Wandaltar aus dem ersten Viertel des 18. Jahrhunderts, der mit einem modernen Marienbild versehen wurde. Er trägt seitlich die Statuen der Heiligen Florian und Barbara und im Aufsatz ein Kruzifix. Das Antependium stammt aus dem 19. Jahrhundert.
Die um 1720 errichtete Kanzel mit gewundenen Säulen ist am Korb mit den Kirchenvätern bemalt und trägt am Schalldeckel die Figur des heiligen Johannes Nepomuk.
Die Figuren eines Schmerzensmannes und einer Madonna aus dem dritten Viertel des 18. Jahrhunderts wurden neu gefasst.
An der hölzernen Westempore hängen die im 19. Jahrhundert gemalten Bilder des Apostels Bartholomäus und des Franz Seraph.